# Ephies coccineus
Ephies coccineus är en skalbaggsart som beskrevs av Charles Joseph Gahan 1906. Ephies coccineus ingår i släktet Ephies och familjen långhorningar.
Artens utbredningsområde är:
- Laos.
- Burma.
- Taiwan.

Inga underarter finns listade i Catalogue of Life.